# Cabaret

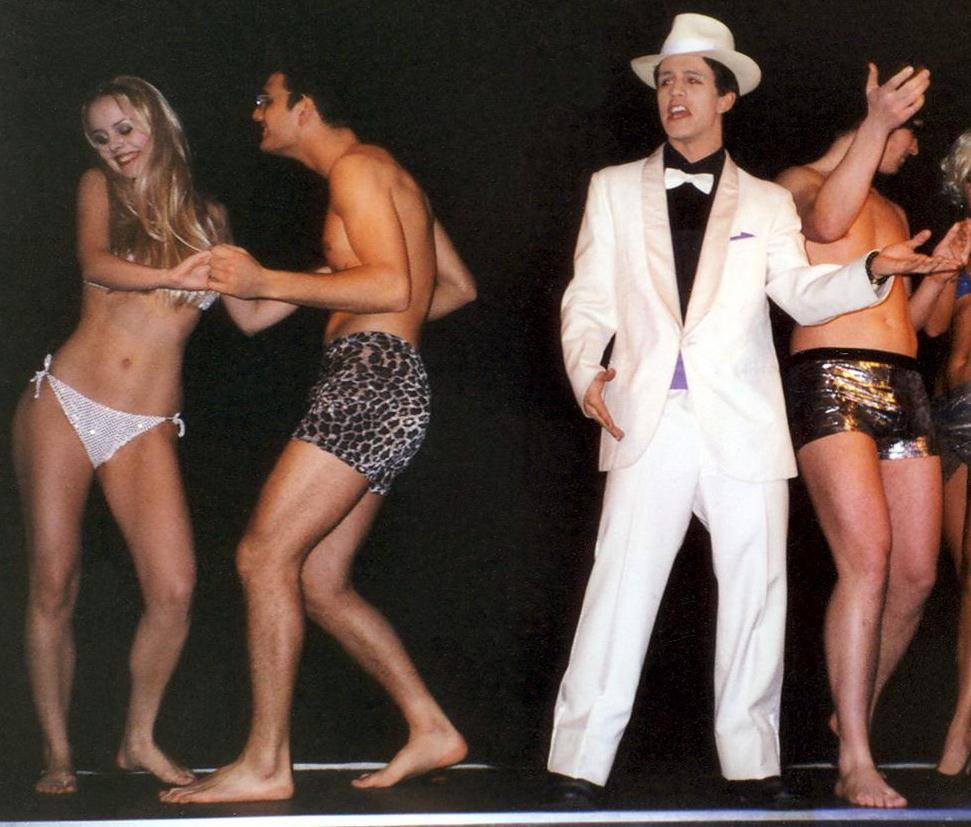

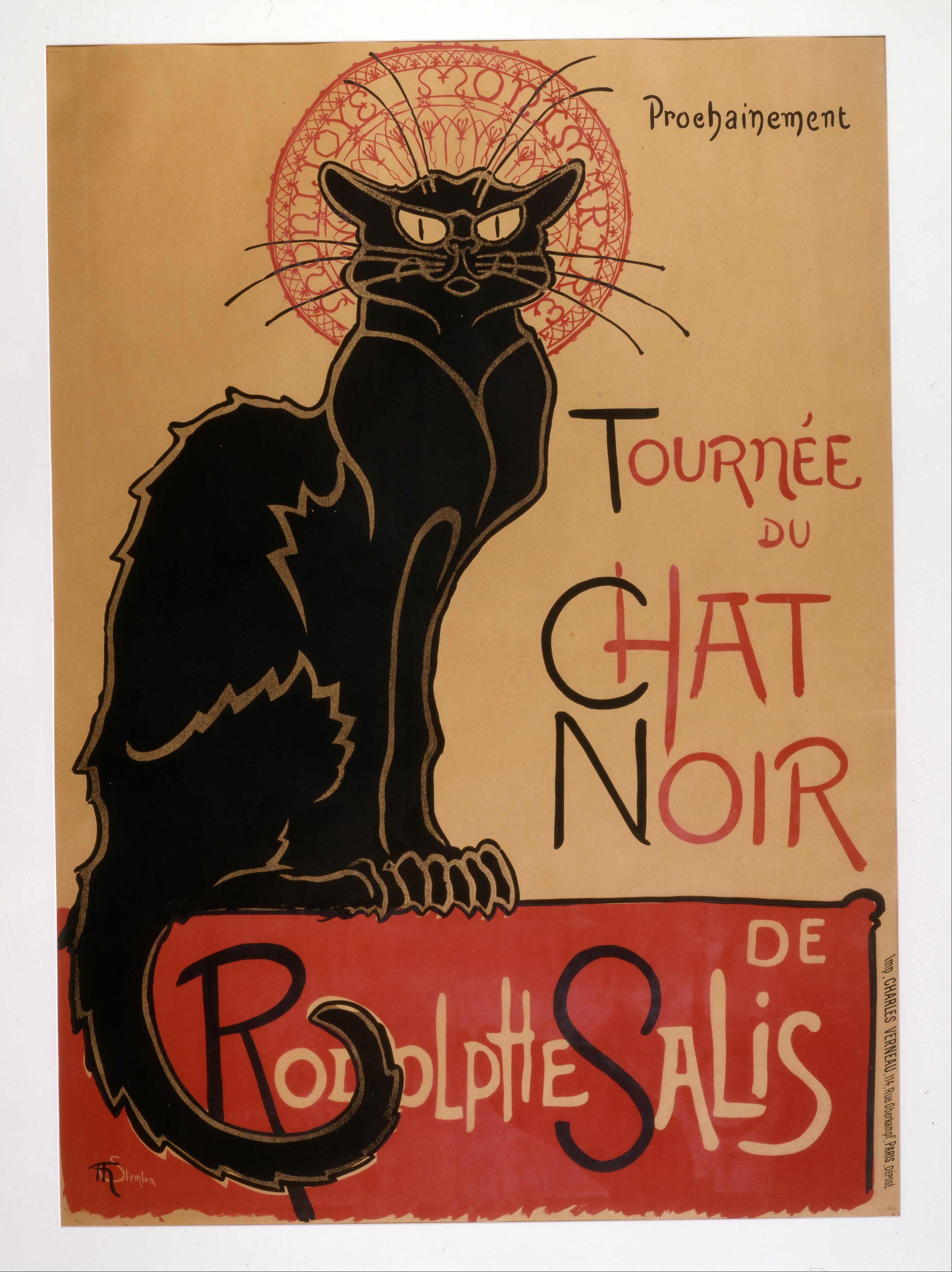
Một quảng cáo về Carabet

Cabaret là một loại hình giải trí bao gồm hài kịch, âm nhạc và khiêu vũ, được phân biệt chủ yếu với các loại hình giải trí khác bởi sân khấu biểu diễn, địa điểm biểu diễn dành cho Cabaret thường là một quán ăn hay một câu lạc bộ đêm với một sân khấu biểu diễn và khán giả ngồi trên bàn theo dõi các màn trình diễn được giới thiệu bởi người dẫn chương trình (MC). Ở Paris, những phụ nữ hát trong cabaret được gọi là La Gommeuse trong tiếng lóng.

## Sách tham khảo
Bằng tiếng Anh
- Nichol G. H. Fosdyke, Wonderful London, St. John Adcock, 1927.
- Steven Moore, Satie the Bohemian: From Cabaret to Concert Hall, Oxford & New York: Oxford University Press, 1999. 596 p.: ill., ISBN 0-19-816458-0.
- Lisa Appignanesi, The Cabaret, Yale University Press, New Haven and London, 2004. 264 p.: ill., ISBN 978-0-300-10580-3
- Jim Chevallier, A History of the Food of Paris, From Roast Mammoth to Steak Frites, 2018, ISBN 1442272821.

Bằng tiếng Đức
- Carolin Stahrenberg: Hot Spots von Café bis Kabarett – Musikalische Handlungsräume im Berlin Mischa Spolianskys 1918–1933. Waxmann, Münster u. a. 2012, Populäre Kultur und Musik, Band 4, ISBN 978-3-8309-2520-0.
- Roger Stein: Das deutsche Dirnenlied: literarisches Kabarett von Bruant bis Brecht. 2005, 563 s., ISBN 978-3-4120-3306-4.
- Metzler Kabarett Lexikon: Von Klaus Budzinski Und Reinhard Hippen; In Verbindung Mit Dem Deutschen Kabarettarchiv, J. B. Metzler, Part of Springer Nature, Springer Verlag GmbH, Stuttgart und Weimar, 1996, X, 501 s., ISBN 978-3-476-01448-1.

Bằng tiếng Hungary
- Nagy Endre: A kabaré regénye. Nyugat, Budapest, 1935. 221 oldal.
- Alpár Ágnes: A fővárosi kabarék műsora 1901−1944. Magyar Színházi Intézet, Budapest, 1978. 796 oldal.

Bằng tiếng Ba Lan
- Wojciech Kałużyński. Kino, teatr, kabaret w przedwojennej Polsce. Artyści, miejsca, skandale. Dom Wydawniczy PWN, Warszawa, 2013. 416 s. ISBN 978-83-7705-335-5.

Bằng tiếng Nga
- Аппиньянези Л. Кабаре. — М.: Новое литературное обозрение, 2010. — 288 с. — (Культура повседневности). — ISBN 978-5-86793-774-4.
- Васильев А. А. Людмила Лопато. Царица парижских кабаре. — М.: Альпина нон-фикшн, 2011. — 335 с. — ISBN 978-5-91671-115-8.
- Норвежский О. Cabaret // Театр и искусство. — 1910. — № 10. — С. 216.
- Уварова Е. Д. Эстрадный театр: Миниатюры, обозрения, мюзик-холлы (1917—1945). — М.: Искусство, 1983. — 320 с.

Bằng tiếng Pháp
- Alfred Fierro, Histoire et Dictionnaire de Paris, Robert Laffont, 1996, ISBN 2-221-07862-4.

Bằng tiếng Ý
- Flavio Oreglio e Giangilberto Monti, La vera storia del cabaret: Dall'uomo delle taverne alla bit generation, Garzanti, 2012, ISBN 8811601177.

Bằng tiếng Slovak
- Ján L. Kalina. Svet kabaretu. Bratislava, 1966.